# Brug 1163
Brug 1163 is een bouwkundig kunstwerk in Amsterdam-Zuidoost.
De vaste brug is gelegen in het kilometerslange voet- en fietspad Abcouderpad dat van noord naar zuid door Zuidoost loopt. Ten zuiden van de flats Huigenbos en Hakfort steekt het pad een afwateringstocht dan wel siergracht over richting de Gaasperdammerweg. De kruising zelf werd verzorgd door kunstwerken van Rijkswaterstaat, beheerder van de Gaasperdammerweg.
Architect Dirk Sterenberg ontwierp voor de Dienst der Publieke Werken voor deze plek een brug met een betonnen onderbouw (fundering) en houten bovenbouw (overspanning, rijdek en leuningen). Ze werd samen gebouwd met de brug 1169 (rond 2015 gesloopt) en brug 1179, die een soortgelijk uiterlijk kregen.
<<< · 1100 · 1101 · 1107 · 1008 · 1009 · 1110 · 1111 · 1119 · 1121 · 1122 · 1123 · 1124 · 1125 · 1126 · 1127 · 1128 · 1129 · 1130 · 1131 · 1132 · 1133 · 1134 · 1135 · 1139 · 1140 · 1141 · 1142 · 1143 · 1144 · 1145 · 1146 · 1148 · 1149 · 1150 · 1151 · 1152 · 1153 · 1154 · 1155 · 1156 · 1157 · 1159 · 1162 · 1163 · 1164 · 1165 · 1167 · 1170 · 1171 · 1172 · 1173 · 1174 · 1175 · 1176 · 1177 · 1179 · 1180 · 1181 · 1182 · 1183 · 1184 · 1186 · 1187 · 1188 · 1189 · 1190 · 1191 · 1192 · 1193 · 1194 · 1195 · 1196 · 1197 · 1198 · 1199 · >>>
Brugnummers 1102-1106 (gesloopt), 1112-1118 (gesloopt), 1120, 1136-1138, 1145, 1147, 1158 (onbekend), 1160, 1161, 1166, 1168, 1169, 1178 en 1185 (voetbrug Bijlmerweide bouw 1970, sloop 2015) zijn niet (meer) vergeven.